# Music from the Penguin Cafe
Az 1976-os Music from the Penguin Cafe a Penguin Cafe Orchestra debütáló nagylemeze. A zenekar felállása a legtöbb felvétel során azonos volt: a Simon Jeffes (elektromos gitár), Helen Liebmann (cselló), Steve Nye (elektromos zongora) és Gavyn Wright (hegedű) alkotta kvartett. A Zopf című dalt, amely hét különálló tételből áll, egy kicsit más felállású együttes rögzítette: a négyes Neil Rennie-vel (ukulele) és Emily Younggal (ének) egészült ki.
Az albumot eredetileg Brian Eno jelentette meg saját kiadóján keresztül, majd az E.G. Records is kiadta CD-n. A borítón látható festményt Emily Young festette.
Szerepel az 1001 lemez, amit hallanod kell, mielőtt meghalsz című könyvben.

## Az album dalai
|    | Cím | Szerző(k)                                             | Hossz                                    |
| -- | --- | ----------------------------------------------------- | ---------------------------------------- |
| 1. | Penguin Cafe Single | Simon Jeffes, Helen Liebmann, Steve Nye, Gavyn Wright | 6:16                                     |
| 2. | Zopf From the Colonies In a Sydney Motel Surface Tension (Where the Trees Meet the Sky) Milk Coronation Giles Farnaby's Dream Pigtail | Giles Farnaby, Jeffes, Liebmann, Nye, Wright Jeffes   | 11:16 1:38 2:28 2:22 2:21 1:33 2:19 2:44 |
| 3. | The Sound of Someone You Love Who's Going Away and It Doesn't Matter                                                                  | Jeffes, Liebmann, Nye, Wright                         | 11:46                                    |
| 4. | Hugebaby | Jeffes, Liebmann, Nye, Wright                         | 4:48                                     |
| 5. | Chartered Flight | Jeffes, Liebmann, Nye, Wright                         | 6:41                                     |

## Közreműködők
- Simon Jeffes – elektromos gitár; producer
- Helen Liebmann – cselló, vonósok
- Steve Nye – billentyűk, elektromos zongora; producer, hangmérnök, keveré
- Neil Rennie – ukulele a Zopfon
- Gavyn Wright – hegedű, brácsa
- Emily Young – ének a Zopfon; borító

## Fordítás
Ez a szócikk részben vagy egészben a Music from the Penguin Cafe című angol Wikipédia-szócikk ezen változatának fordításán alapul.  Az eredeti cikk szerkesztőit annak laptörténete sorolja fel. Ez a jelzés csupán a megfogalmazás eredetét és a szerzői jogokat jelzi, nem szolgál a cikkben szereplő információk forrásmegjelöléseként.